# Боровеньки
Борове́ньки (укр. Боровеньки) — село в Северодонецком районе Луганской области Украины, входит в состав Северодонецкой городской ОТГ.

## История
Слобода Боровеньская являлась центром Боровеньской волости Старобельского уезда Харьковской губернии Российской империи.
Население по переписи 2001 года составляло 901 человек.

## Местный совет
92943, Луганська обл., Сєвєродонецький р-н, с. Боровеньки, вул. Миру, 31а  (укр.)